# Mercator (cratère)
Pour les articles homonymes, voir Mercator.
Mercator est un cratère lunaire situé au sud-ouest de la face visible de la Lune. Il se trouve sur la rive septentrionale de Palus Epidemiarum et à côté du cratère Campanus. Le cratère Mercator est un cratère au contour parsemé de petits cratères satellites. Le cratère Mercator est séparé du cratère Campanus par une étroite vallée correspondant à un sillon dénommé Rimae Ramsden du nom du cratère Ramsden d'où démarre cette formation et qui passe à la hauteur du petit cratère satellite « Mercador C ». Cette étroite vallée permet au Palus Epidemarium de communiquer avec la Mare Nubium au niveau de la falaise montagneuse du Rupes Mercator.
En 1935, l'Union astronomique internationale a donné, à ce cratère lunaire, le nom du géographe et mathématicien flamand Gérard Mercator.

## Cratères satellites

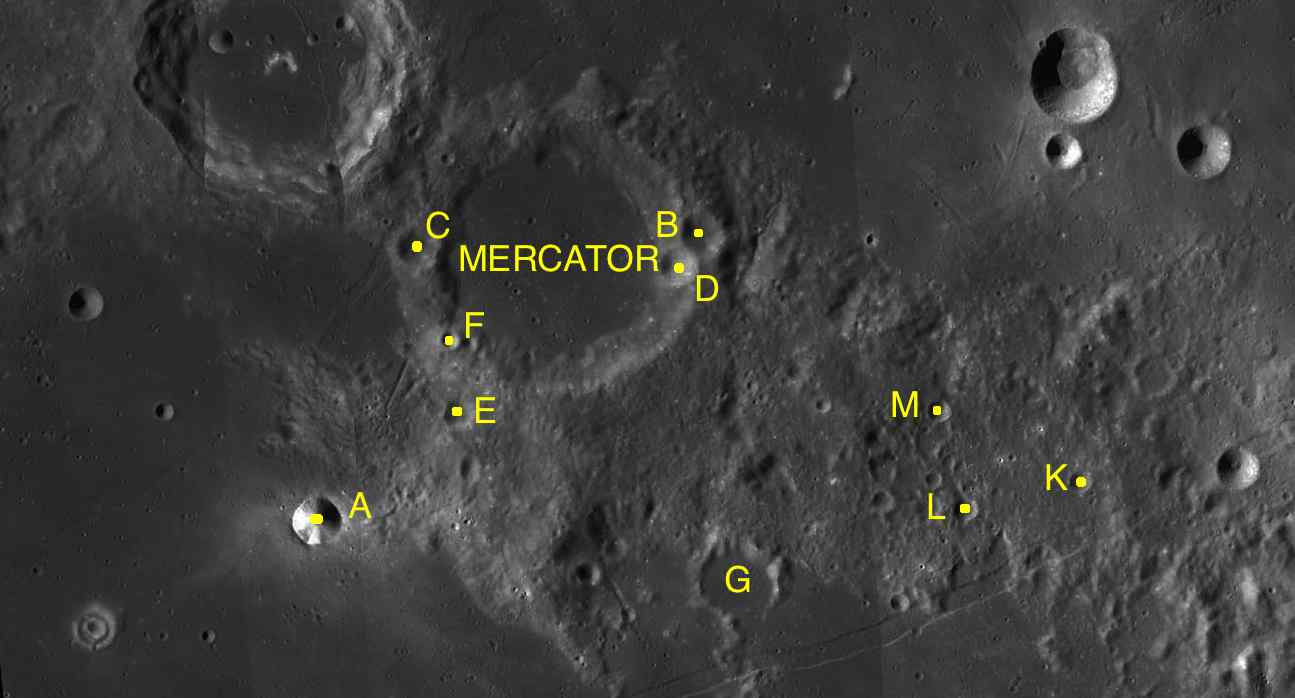
Carte des cratères satellites de Mercator.

Par convention, les cratères satellites sont identifiés sur les cartes lunaires en plaçant la lettre sur le côté du point central du cratère qui est le plus proche de Mercator.
| Mercator | Latitude | Longitude | Diamètre |
| -------- | -------- | --------- | -------- |
| A        | 30.6° S  | 27.8° W   | 9 km     |
| B        | 29.1° S  | 25.1° W   | 8 km     |
| C        | 29.1° S  | 26.9° W   | 8 km     |
| D        | 29.3° S  | 25.3° W   | 7 km     |
| E        | 30.0° S  | 26.8° W   | 5 km     |
| F        | 29.6° S  | 26.8° W   | 4 km     |
| G        | 31.1° S  | 25.0° W   | 14 km    |
| K        | 30.6° S  | 22.7° W   | 4 km     |
| L        | 30.7° S  | 23.5° W   | 4 km     |
| M        | 30.2° S  | 23.6° W   | 4 km     |